# Gilberto Murgas
Gilberto Alfredo Murgas Fagardo (El Refugio, 22 gennaio 1981) è un ex calciatore salvadoregno, di ruolo centrocampista.

## Caratteristiche tecniche
Mediano, poteva essere schierato anche come centrocampista centrale.

## Carriera

### Club
Ha giocato fino al 2006 nel FAS. Nel 2007 è passato al Chalatenango. Nel 2008 si è trasferito all'Águila. Nel 2010 è tornato al FAS, con cui ha concluso la propria carriera nel 2011.

### Nazionale
Ha debuttato in Nazionale il 1º luglio 2000, nell'amichevole Messico-El Salvador (3-0). Ha messo a segno la sua prima rete con la maglia della Nazionale il 15 febbraio 2003, in Honduras-El Salvador (0-1), siglando la rete decisiva al minuto al minuto 81. Ha partecipato, con la Nazionale, alla CONCACAF Gold Cup 2003. Ha collezionato in totale, con la maglia della Nazionale, 41 presenze e quattro reti.

## Palmarès

### Club

#### Competizioni nazionali
- Campionato salvadoregno di calcio: 4

FAS: 2001-2002, 2002-2003, 2003-2004, 2004-2005